# Норман Александер
Норман Стенлі Александер (7 жовтня 1907 — 26 березня 1997) — новозеландський фізик, який сприяв заснуванню багатьох університетів Співдружності націй, включаючи Університет Ахмаду Белло в Нігерії та університети Вест-Індії, південної частини Тихого океану, Ботсвани, Лесото та Есватіні. У 1966 році був посвячений у лицарі. Чоловік піонерки радіоастрономії Елізабет Александер.

## Раннє життя
Александер народився в Те Авамуту в Новій Зеландії. Він був одним із восьми дітей фермерів, чиї предки були іммігрантами з Великої Британії та Данії.
Александер здобув початкову освіту в Гамільтонській середній школі, а потім переїхав до Університету Окленда, щоб вивчати фізику. Закінчив університет з дипломом бакалавра з відзнакою першого класу в 1927 році. У 1930 році Александер отримав дворічну стипендію для навчання в Трініті-коледжі в Кембриджі, де вивчав фізику в Кавендіській лабораторії під керівництвом Ернеста Резерфорда.

## Друга світова війна
У 1942 році Александера ув'язнили в японській в'язниці Чангі, і до Нової Зеландії дійшла звістка про його смерть, хоча насправді він був живий. Використовуючи свої наукові знання, Александер допоміг побудувати в Чангі завод для випаровування солі та невеликий завод, який ферментував хірургічний спирт та інші продукти для тюремної лікарні. Після звільнення він очолював новозеландську комісію з розслідування зловживань у таборі для інтернованих Сайме-Роуд.

## Резюме кар'єри
- Викладач фізики в Оклендському університетському коледжі
- 1930 — здобув стипендію Співдружності в Трініті-коледжі, Кембридж.
- 1936—1949 — професор фізики, Раффлз-коледж, Сінгапур.
- 1949—1952 — декан факультету наук Малайського університету
- 1952—1958 — професор фізики та віцепрезидент Університетського коледжу, Ібадан, Нігерія
- 1958—1960 — професор інженерної фізики, Близькосхідний технічний університет, Анкара, Туреччина
- 1961—1966 — віцеканцлер, Університет Ахмаду Белло[en], Нігерія
- 1966 — Університет Вест-Індії
- 1966—1968 — віцеканцлер Університету Південного Тихого океану, Лаукала-Бей, Фіджі
- 1970 — радник Міністерство заморського розвитку[en] Великої Британії, Міжуніверситетської ради з питань вищої освіти за кордоном, Школи східних і африканських досліджень[en] Лондонського університету[2]

## Особисте життя
Александер був одружений із відомою геологинею і піонеркою радіоастрономії Френсіс Елізабет Сомервіль Александер, уродженою Колдвелл, і мав трьох дітей — Вільяма (1937), Мері (1939) і Берніс (1941).

## Нагороди та відзнаки
- Орден Британської імперії (1959)[4]
- Посвячений у лицарі в березні 1966 року[5]